# Прапор Удмуртії
Прапор Республіки Удмуртія є державним символом Республіки Удмуртія. Прийнятий Парламентом Республіки 3 грудня 1993 року.

## Опис
Державний прапор Удмуртської Республіки являє собою прямокутне триколірне полотнище з емблемою, що складається з вертикальних рівновеликих по ширині смуг чорного, білого й червоного кольорів (від флагштока на лицьовому і зворотному боках або ліворуч праворуч, якщо прапор розміщається в розгорнутому виді). Співвідношення ширини прапора до його довжини — 1:2.
У центрі білої смуги зображений восьмикутний солярний знак червоного кольору, що не доторкується смуг чорного й червоного кольорів, вписується у квадрат, сторона якого рівна 5/6 ширини однієї з рівновеликих смуг прапора. Ширина вертикальної й горизонтальної смуг, що становлять солярний знак, рівна 1/3 сторони квадрата. Кожна смуга завершується двома симетричними зубцями, внутрішні сторони яких утворюють кут в 90 градусів з вершиною, поглибленої до центру знака на 1/2 ширини смуги.
Автор прапора — Юрій Лобанов.

### Тлумачення кольорів і символів
У Державному прапорі Удмуртської Республіки:
- чорний колір є символом землі і стабільності;
- червоний — кольором сонця і символом життя;
- білий — символом космосу і чистоти етичних засад;
- Восьмикінечний солярний знак — знак-оберег — за переказами оберігає людину від нещасть.